# Agkistrodon piscivorus
Agkistrodon piscivorus é uma espécie de serpente venenosa, uma víbora da subfamília Crotalinae da família Viperidae. É uma das poucas víboras semiaquáticas [en] do mundo (juntamente com a Agkistrodon conanti [en]) e é nativa do sudeste dos Estados Unidos. Quando adulta, é grande e capaz de dar uma mordida dolorosa e potencialmente fatal. Quando ameaçada, pode reagir enrolando o corpo e exibindo suas presas. Os indivíduos podem morder quando se sentem ameaçados ou quando são manuseados de alguma forma. Ela tende a ser encontrada dentro ou perto da água, principalmente em lagos, córregos e pântanos rasos e de movimento lento. É uma nadadora habilidosa e, como várias espécies de cobras, é conhecida por entrar ocasionalmente em baías e estuários e nadar entre ilhas e o continente. :211
O nome genérico é derivado das palavras gregas ἄγκιστρον agkistron "anzol, gancho" e ὀδών odon "dente", e o nome específico vem do latim piscis 'peixe' e voro '(eu) como avidamente, devoro'; assim, o nome científico se traduz como "comedor de peixe com dentes de gancho". Os nomes comuns incluem boca-de-algodão, boca-de-algodão do norte, mocassim d'água, mocassim do pântano, mocassim-preto e simplesmente víbora. Muitos dos nomes comuns se referem à exibição de ameaça, na qual essa espécie geralmente se posiciona e olha para um intruso, expondo o revestimento branco de sua boca. Muitos cientistas não gostam do uso do termo mocassim d'água, pois ele pode levar à confusão entre as cobras boca-de-algodão venenosas e as cobras aquáticas não venenosas.

## Taxonomia e etimologia

### Subespécies e histórico taxonômico
Por muitas décadas, uma espécie com três subespécies foi formalmente reconhecida: boca-de-algodão oriental, A. p. piscivorus (Lacépède, 1789); boca-de-algodão ocidental, A. p. leucostoma (Troost [en], 1836); e boca-de-algodão da Flórida, A. p. conanti (Gloyd [en], 1969). Entretanto, um estudo molecular (DNA) foi publicado em 2014, aplicando teorias filogenéticas (uma implicação é que nenhuma subespécie é reconhecida), alterando a taxonomia de longa data. O arranjo taxonômico resultante e atual reconhece duas espécies e nenhuma subespécie. A boca-de-algodão ocidental (A. p. leucostoma) foi sinonimizada com a boca-de-algodão oriental (A. p. piscivorus) em uma única espécie (com o nome publicado mais antigo, A. p. piscivorus, tendo prioridade). A boca-de-algodão da Flórida (A. p. conanti) é agora reconhecida como uma espécie separada.
- Agkistrodon piscivorus (Lacépéde, 1789),[16] boca-de-algodão do norte[20]

- Agkistrodon conanti (Gloyd, 1969),[18] boca-de-algodão da Flórida[20] (sul da Geórgia e península da Flórida)

| Taxonomia anterior                                                              | Taxonomia atual (em 2014)                                              | Alcance geográfico |
| ------------------------------------------------------------------------------- | ---------------------------------------------------------------------- | --- |
| Boca-de-algodão oriental Agkistrodon piscivorus piscivorus (Lacépède, 1789)     | Boca-de-algodão do norte Agkistrodon piscivorus (Lacépède, 1789)       | Estados Unidos, na Península de Delmarva, na Planície Costeira Atlântica e no Piemonte inferior da Carolina do Norte e da Carolina do Sul, até o leste da Geórgia, incluindo as margens externas e as ilhas no mar. |
| Boca-de-algodão ocidental Agkistrodon piscivorus leucostoma (Troost [en], 1836) | Boca-de-algodão do norte Agkistrodon piscivorus (Lacépède, 1789)       | Estados Unidos, a maior parte do Alabama ao longo da costa do Golfo do México, incluindo muitas ilhas no mar, até o centro do Texas e ao norte de Oklahoma, Missouri, Illinois e Indiana.                           |
| Boca-de-algodão da Flórida Agkistrodon piscivorus conanti (Gloyd [en], 1969)    | Boca-de-algodão da Flórida Agkistrodon conanti [en] (Gloyd [en], 1969) | Estados Unidos, no sul da Geórgia e na península da Flórida, incluindo muitas ilhas no mar. |

## Anatomia e descrição

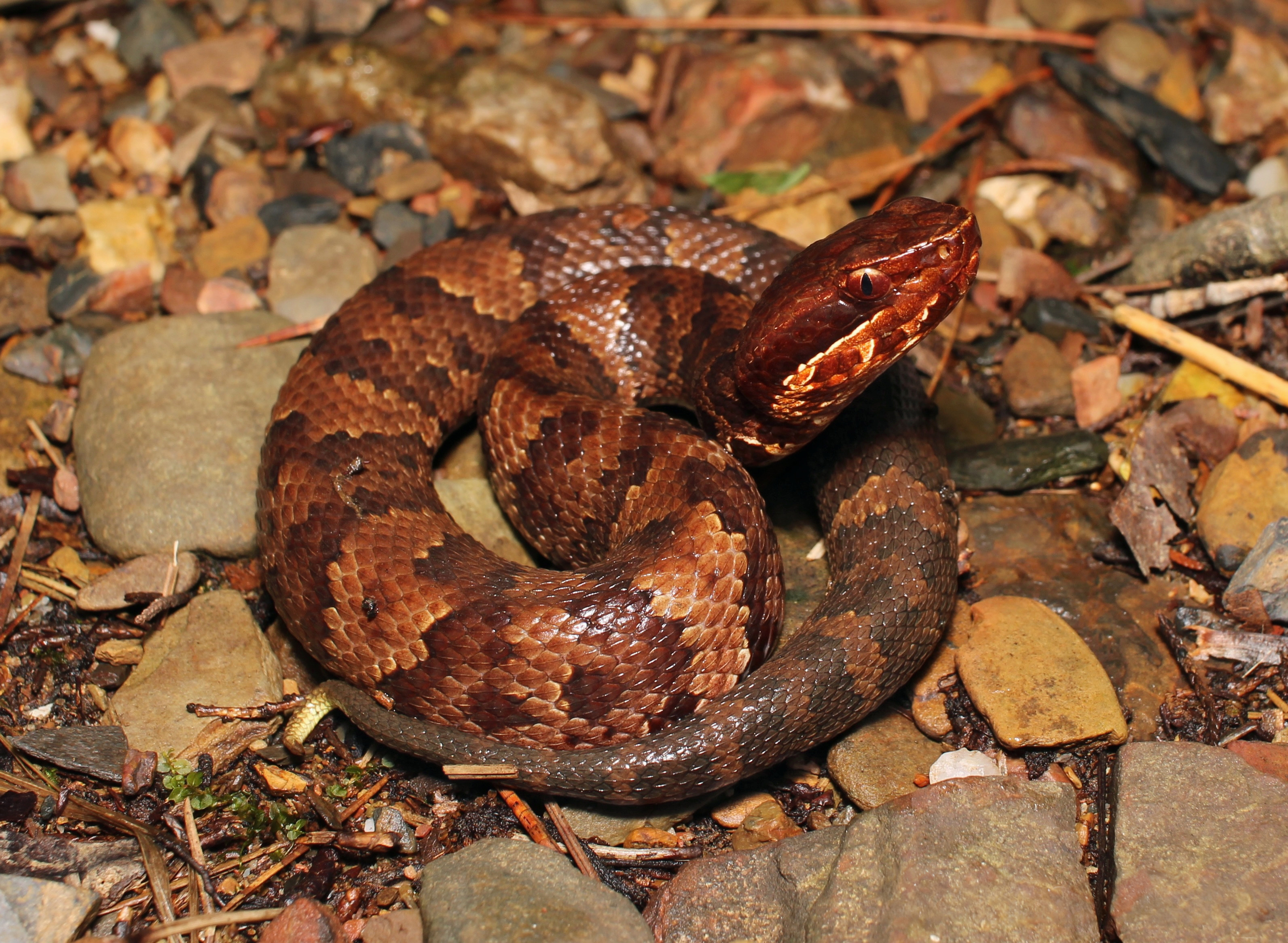
Essa cobra foi encontrada na beira de um riacho em Oklahoma.

A Agkistrodon piscivorus é a maior espécie do gênero Agkistrodon [en]. Os adultos geralmente ultrapassam 80 cm de comprimento total (incluindo a cauda); as fêmeas são geralmente menores que os machos. O comprimento total, de acordo com um estudo com adultos, foi de 65 a 90 cm. A massa corporal média encontrada foi de 292,5 a 579,6 g nos machos e de 201,1 a 254,1 g nas fêmeas. Ocasionalmente, os indivíduos podem ultrapassar 180 cm de comprimento total, especialmente na parte leste da área de distribuição.
Embora supostamente tenham sido vistos exemplares maiores na natureza, o maior espécime registrado de A. p. piscivorus tinha 188 cm de comprimento total, com base em um espécime capturado na região do Pântano Great Dismal [en] e entregue ao Zoológico da Filadélfia. Essa cobra aparentemente havia sido ferida durante a captura, morreu vários dias depois e foi medida quando estava reta e relaxada. Espécimes grandes podem ser extremamente volumosos, com a massa de um espécime de cerca de 180 cm de comprimento total conhecido por pesar 4,6 kg.
Curiosamente, muitos supõem que a morfologia de uma serpente aquática deve ter uma cabeça pequena e estreita que se afunila em direção às costas para minimizar o arrasto na água, especialmente ao capturar presas. No entanto, as víboras, especialmente as espécies boca-de-algodão, apresentam uma estrutura contraditória, com sua cabeça volumosa e triangular, que se presume ser pouco adequada para a água, mas não é o caso.
A cabeça larga é distinta do pescoço, e o focinho é rombudo de perfil, com a borda do topo da cabeça estendendo-se para a frente um pouco mais do que a boca. Placas cranianas substanciais estão presentes, embora as placas parietais [en] estejam frequentemente fragmentadas, especialmente na parte posterior. A escama do loro está ausente. São vistos de seis a nove supralabiais [en] e de oito a doze infralabiais [en]. Na metade do corpo, tem 23-27 fileiras de escamas dorsais [en]. Todas as fileiras de escamas dorsais têm quilhas, embora as das fileiras de escamas mais baixas sejam fracas. Nos machos/fêmeas, as escamas ventrais [en] são 130-145/128-144 e as subcaudais [en] 38-54/36-50. Muitas dessas últimas podem estar divididas.

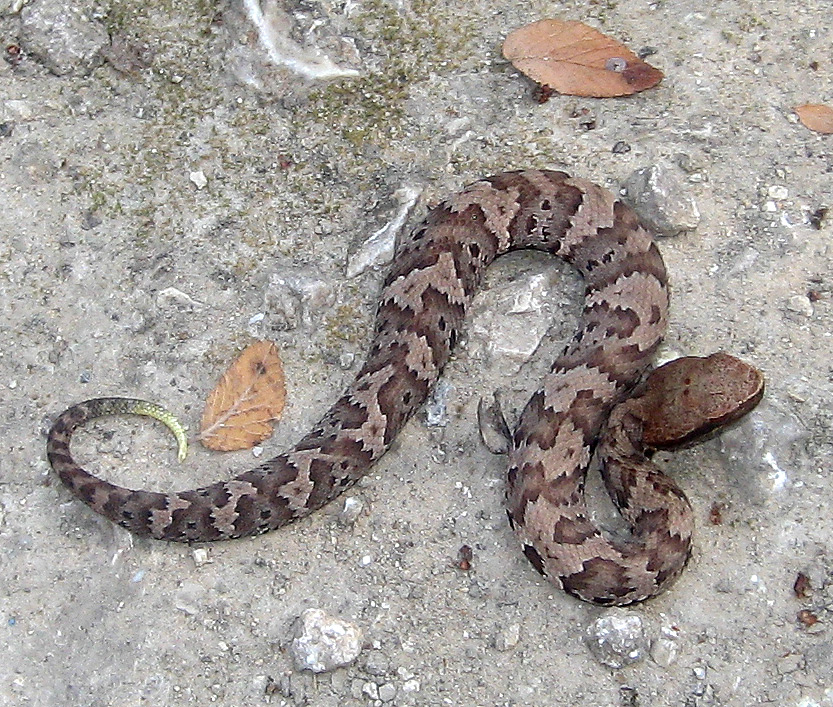
Boca-de-algodão juvenil.

Embora a maioria dos espécimes seja quase ou totalmente preta (com exceção da cabeça e das marcas faciais), o padrão de cor pode consistir em um fundo marrom, cinza, bronzeado, amarelo-oliva ou preto, que é coberto por uma série de 10 a 17 faixas transversais que variam de marrom-escuras a quase pretas. Essas faixas cruzadas, que geralmente têm bordas pretas, às vezes são quebradas ao longo da linha média dorsal para formar uma série de meias-faixas escalonadas em ambos os lados do corpo. Essas faixas cruzadas são visivelmente mais claras no centro, quase combinando com a cor do solo, geralmente contêm marcas escuras irregulares e se estendem até as escamas ventrais. O padrão de faixas dorsais desaparece com a idade, de modo que os indivíduos mais velhos têm uma cor marrom-oliva, marrom-acinzentada ou preta. O ventre é branco, branco-amarelado ou bronzeado, marcado com manchas escuras e escurece posteriormente. A quantidade de pigmento escuro na barriga varia de praticamente nenhum a quase totalmente preto. A cabeça tem uma cor marrom mais ou menos uniforme, especialmente na A. p. piscivorus. Os espécimes subadultos podem apresentar o mesmo tipo de manchas parietais escuras características da A. contortrix, mas às vezes elas ainda são visíveis nos adultos. As populações orientais têm uma faixa pós-ocular larga e escura, delimitada com pigmento pálido acima e abaixo, que é fraca ou ausente nas populações ocidentais. A parte inferior da cabeça é geralmente esbranquiçada, creme ou bronzeada.
Os espécimes juvenis e subadultos geralmente têm um padrão de cor mais contrastante, com faixas transversais escuras em uma cor de fundo mais clara. A cor de fundo é então bronzeada, marrom ou marrom-avermelhada. A ponta da cauda é geralmente amarelada, tornando-se amarelo-esverdeada ou esverdeada nos subadultos e, em seguida, preta nos adultos. Em alguns jovens, o padrão de faixas também pode ser visto na cauda. As cobras jovens balançam as pontas de suas caudas para atrair presas.
Essa espécie é frequentemente confundida com a serpente-mocassim-cabeça-de-cobre, Agkistrodon. contortrix. Isso é especialmente verdadeiro para os juvenis, mas existem diferenças. A A. piscivorus tem listras largas e escuras nas laterais da cabeça que se estendem para trás dos olhos, enquanto a A. contortrix tem apenas uma linha fina e escura que divide os supralabiais pálidos da cor um pouco mais escura da cabeça. As serpentes aquáticas do gênero Nerodia [en] também têm aparência semelhante, com corpo grosso e cabeças grandes, mas têm pupilas redondas, sem fossa loreal, uma única placa anal, escamas subcaudais que são divididas e um padrão de cor geral distinto.

### Veneno
O veneno da Agkistrodon piscivorus é mais tóxico do que o da A. contortrix e é rico em um poderoso veneno citotóxico que destrói os tecidos. Embora as mortes sejam raras, a mordida pode deixar cicatrizes e, ocasionalmente, exigir amputação. Na ausência de uma reação anafilática em um indivíduo mordido, no entanto, o veneno não causa reações sistêmicas nas vítimas e não contém componentes neurotóxicos presentes em várias espécies de cascavéis. As picadas podem ser tratadas com eficácia com o antiveneno [en] CroFab [en]; esse soro é derivado do uso de componentes do veneno de quatro espécies de víboras americanas (as cascavéis diamante-oriental e diamante-ocidental, a cascavel-do-Mojave e a boca-de-algodão).
As picadas da boca-de-algodão são relativamente frequentes no vale do baixo rio Mississippi e ao longo da costa do Golfo do México, embora as fatalidades sejam raras. Allen e Swindell compilaram um registro de picadas de A. piscivorus na Flórida a partir de relatos de jornais e dados do Departamento de Estatísticas Vitais: 1934, oito mordidas e três fatalidades (nenhuma outra fatalidade foi registrada após esse ano); 1935, 10; 1936, 16; 1937, 7; 1938, 6; 1939, 5; 1940, 3; 1941, 6; 1942, 3; 1943, 1; 1944, 3; 1998, 1. Albert Wright e Anna Wright relatam ter encontrado essas cobras em inúmeras ocasiões, muitas vezes quase pisando nelas, mas nunca foram mordidos. Além disso, eles não souberam de nenhum relato de mordidas entre 400 cortadores de ciprestes no pântano de Okefenokee durante todo o verão de 1921. Esses relatos sugerem que a espécie não é particularmente agressiva. Estudos mostram que as serpentes estressadas têm maior probabilidade de atacar. Essa ação ocorre como um mecanismo de defesa do predador. As serpentes com níveis elevados de hormônio têm maior probabilidade de atacar. Além disso, as serpentes maiores têm maior probabilidade de atacar do que as menores.
Brown apresentou um rendimento médio de veneno (seco) de 125 mg, com uma variação de 80 a 237 mg, juntamente com valores de LD50 de 4,0, 2,2, 2,7, 3,5, 2,0 mg/kg IV, 4,8, 5,1, 4,0, 5,5, 3,8, 6,8 mg/kg IP e 25,8 mg/kg SC para toxicidade. Wolff e Githens descreveram um espécime de 152 cm que produziu 3,5 ml de veneno durante a primeira extração e 4,0 ml cinco semanas depois (1,094 gramas de veneno seco). A dose letal humana é desconhecida, mas foi estimada em 100-150 mg.
Os sintomas geralmente incluem equimose e inchaço. A dor geralmente é mais intensa do que a das picadas de Agkistrodon contortrix, mas menos intensa do que a das picadas de cascavel (Crotalus). A formação de vesículas e bolhas é menos comum do que nas picadas de cascavel, embora possa ocorrer necrose. Às vezes é relatada mioquimia. No entanto, o veneno tem forte atividade proteolítica que pode levar à destruição grave do tecido.

## Alcance geográfico

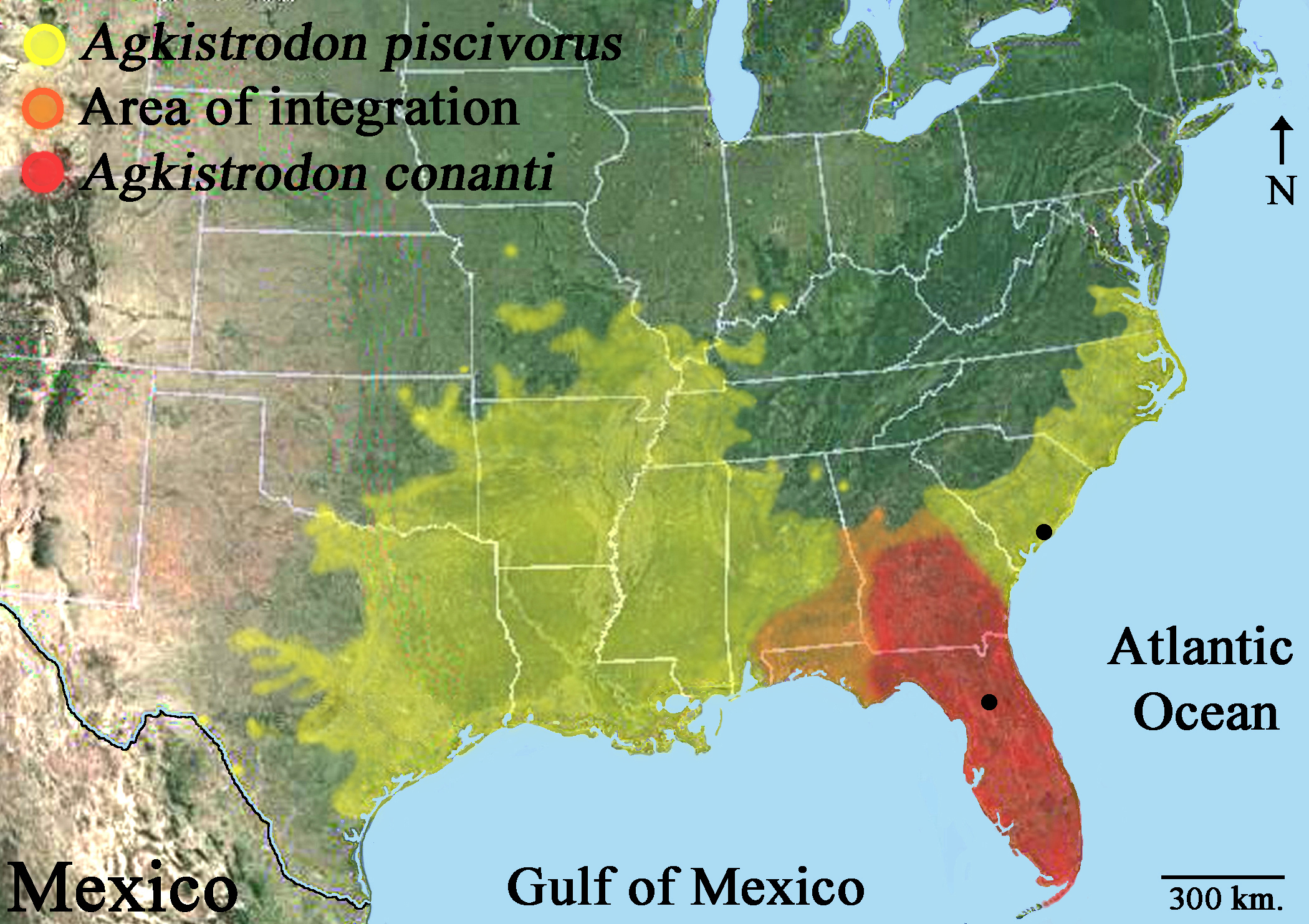
Distribuição geográfica das duas espécies de boca-de-algodão, Agkistrodon piscivorus e Agkistrodon conanti.

A A. piscivorus é encontrada no leste dos EUA, desde o Pântano Great Dismal, no sudeste da Virgínia, ao sul da península da Flórida e a oeste do Arkansas, leste e sul de Oklahoma e oeste e sul da Geórgia (excluindo o Lago Lanier e o Lago Allatoona [en]). Existem alguns registros da espécie ao longo do Rio Grande, no Texas, mas acredita-se que representem populações disjuntas, agora possivelmente erradicadas. O tipo nomenclatural indicado é "Carolina", embora Schmidt tenha proposto que ela seja restrita à área ao redor de Charleston, Carolina do Sul. As serpentes observadas nas áreas ao norte dessa área de distribuição são geralmente indivíduos maiores e mais velhos.
Campbell e Lamar mencionaram que essa espécie é encontrada no Alabama, Arkansas, Flórida, Geórgia, Illinois, Indiana, Kentucky, Louisiana, Mississippi, Missouri, Carolina do Norte, Oklahoma, Carolina do Sul, Tennessee, Texas e Virgínia. Os mapas fornecidos por Campbell e Lamar e Albert Wright e Anna Wright também indicam sua presença no oeste e no meio do Tennessee e no extremo sudeste do Kansas, limitando-o à parte oeste do Kentucky.
Na Geórgia, ela é encontrada na metade sul do estado até alguns quilômetros ao norte da Fall Line, com poucas exceções. Sua área de distribuição também inclui o Vale do Rio Ohio, até o norte do sul de Indiana, e habita muitas ilhas-barreira nas costas dos estados onde é encontrado.

## Habitat

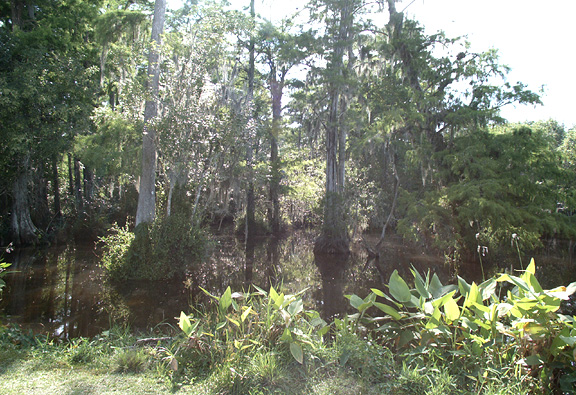
Um pântano de ciprestes na Reserva Nacional Big Cypress, no sul da Flórida.

A Agkistrodon piscivorus é a espécie mais aquática do gênero Agkistrodon e geralmente está associada a corpos d'água, como riachos, córregos, pântanos, brejos e margens de lagoas e lagos. Essa espécie é bastante singular em relação a outras espécies comumente confundidas, pois as bocas-de-algodão parecem flutuar sobre a água em vez de nadar com o corpo abaixo da superfície. A Marinha dos Estados Unidos a descreve como habitante de pântanos, lagos rasos e riachos lentos, mas geralmente não é encontrada em águas rápidas, profundas e frias. Behler e King listam seus habitats como incluindo pântanos de planície, lagos, rios, baías, lamaçais, valas de irrigação, canais, campos de arroz e pequenos riachos de montanha, claros e rochosos.
Também é encontrada em habitats de água salobra e, às vezes, é vista nadando em água salgada. Ela tem tido muito mais sucesso na colonização das ilhas-barreira do Atlântico e da Costa do Golfo do que a Agkistrodon contortrix. No entanto, mesmo nessas ilhas, ela tende a favorecer os pântanos de água doce. Um estudo de Dunson e Freda a descreve como não sendo particularmente tolerante ao sal.
No entanto, a serpente não se limita a habitats aquáticos, pois Gloyd e Conant mencionaram que grandes espécimes foram encontrados a mais de 1,6 km da água. Em vários locais, a espécie está bem adaptada a ambientes menos úmidos, como moitas de palmito, florestas de pinheiro-palmito, bosques de pinheiros no leste do Texas, bosques planos de pinheiros na Flórida, florestas de dunas decíduas do leste, áreas de dunas e praias, florestas ripárias e pradarias.

## Comportamento e ecologia

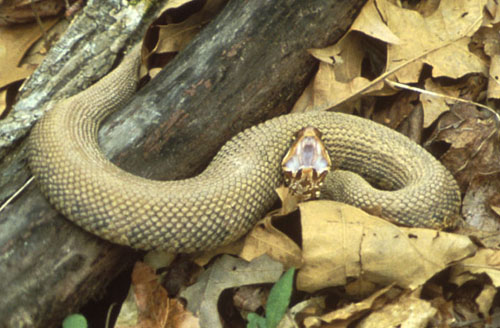
A. piscivorus - a abertura faz parte da exibição defensiva típica, e a boca branca lhe dá o apelido de "boca-de-algodão".

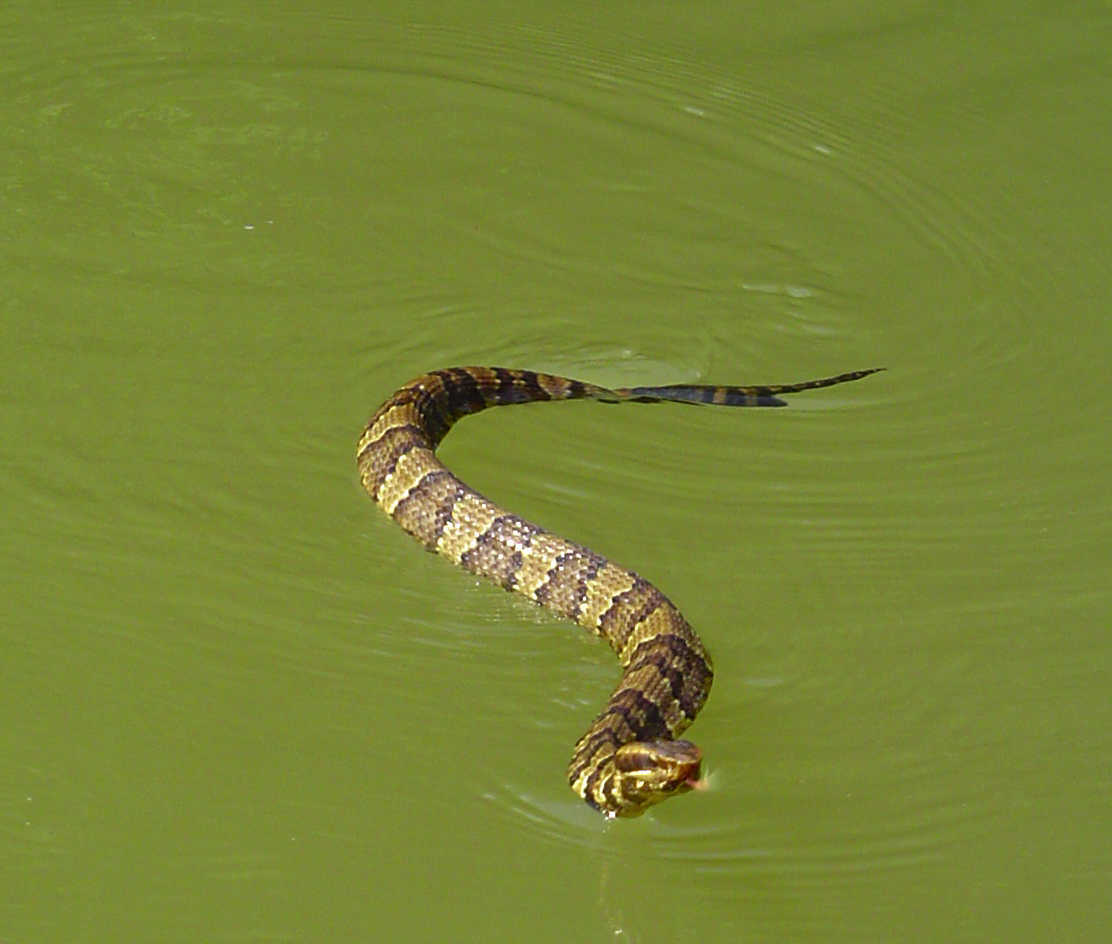
Uma boca-de-algodão na água no Tennessee - a posição elevada na água e a cabeça inclinada para cima podem ajudar a distingui-la das cobras-d'água Nerodia, como a cobra-d'água comum, embora haja uma semelhança substancial.

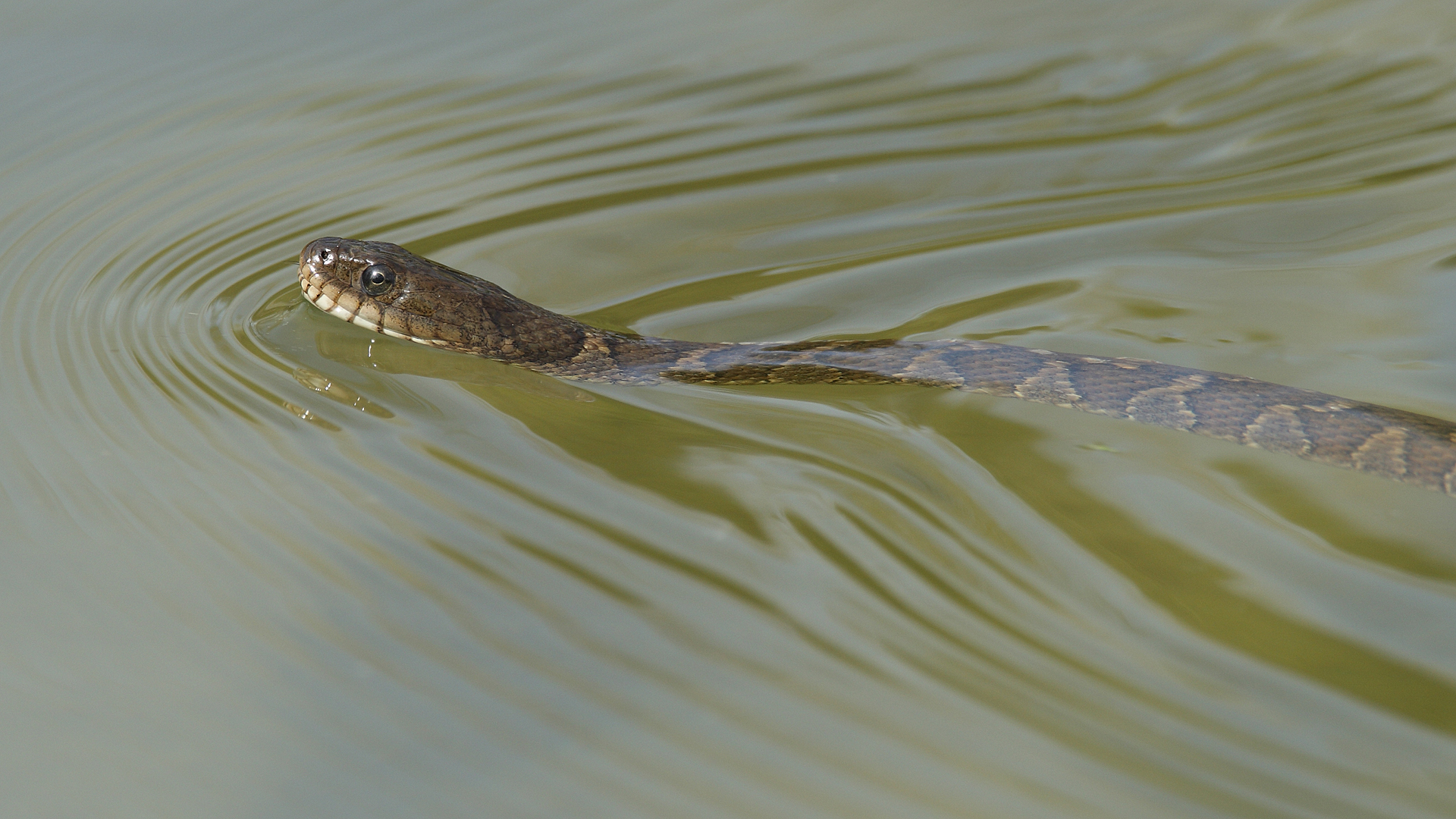
Uma cobra d'água comum (Nerodia sipedon) nadando, uma espécie não venenosa, é frequentemente confundida com a boca-de-algodão.

Em testes criados para medir as várias respostas comportamentais de espécimes selvagens a encontros com pessoas, 23 de 45 (51%) tentaram fugir, enquanto 28 de 36 (78%) recorreram a demonstrações de ameaça e outras táticas defensivas. Somente quando foram pegas com uma mão mecânica é que elas morderam.
Quando suficientemente estressada ou ameaçada, essa espécie se envolve em uma exibição característica de ameaça que inclui vibrar a cauda e jogar a cabeça para trás com a boca aberta para exibir o interior surpreendentemente branco, muitas vezes emitindo um silvo alto enquanto o pescoço e a parte frontal do corpo são puxados em uma posição em forma de S. Muitos de seus nomes comuns, incluindo "boca-de-algodão", referem-se a esse comportamento, enquanto seu hábito de fechar as mandíbulas quando qualquer coisa toca sua boca lhe rendeu o nome de "mandíbula de armadilha" em algumas áreas. Outras respostas defensivas podem incluir o achatamento do corpo e a emissão de uma secreção forte e pungente das glândulas anais localizadas na base da cauda. Esse almíscar pode ser ejetado em jatos finos se a cobra estiver suficientemente agitada ou contida. O cheiro foi comparado ao de um bode, bem como ao de um gênero de ervas daninhas comuns de planícies aluviais, Pluchea, que também tem um odor penetrante.
As inofensivas cobras aquáticas do gênero Nerodia são frequentemente confundidas com ela. Essas serpentes também são semiaquáticas, de corpo grosso e cabeça grande, que podem ser agressivas quando provocadas, mas seu comportamento é diferente. Por exemplo, as cobras d'água geralmente fogem rapidamente para a água, enquanto a A. piscivorus geralmente se mantém firme com sua exibição de ameaça. Além disso, as cobras-d'água não vibram a cauda quando estão excitadas. A A. piscivorus geralmente mantém a cabeça em um ângulo de cerca de 45° ao nadar ou rastejar.
Brown considerou seus corpos pesados e musculosos como uma característica marcante, afirmando que isso dificultava segurá-las para extração de veneno devido à sua força.
Essa espécie pode ser ativa durante o dia e à noite, mas em dias claros e ensolarados, geralmente são encontradas enroladas ou esticadas na sombra. De manhã e em dias frios, eles podem ser vistos se aquecendo à luz do sol. Elas costumam emergir ao pôr do sol para se aquecer em solo quente (por exemplo, calçadas e estradas) e depois se tornam muito ativas durante a noite, quando geralmente são encontradas nadando ou rastejando. Ao contrário da crença popular, elas são capazes de morder enquanto estão debaixo d'água.
No norte, elas hibernam durante o inverno. Niell fez observações na Geórgia e notou que elas eram uma das últimas espécies a procurar abrigo, sendo frequentemente encontrados ativos até as primeiras geadas fortes. Nesse momento, elas se mudavam para terrenos mais altos e podiam ser encontradas em tocos de pinheiros apodrecidos, arrancando a casca. Essas serpentes podem ser bastante ativas quando são descobertas e tentam se enterrar mais profundamente na madeira macia ou fugir para a água mais próxima. No sudeste da Virgínia, Wood relatou ter visto um comportamento migratório no final de outubro e início de novembro. Em um período de três ou quatro dias, cerca de 50 indivíduos puderam ser vistos nadando pela Back Bay, dos pântanos das ilhas-barreira até o continente. Ele sugeriu que isso pode estar relacionado aos hábitos de hibernação. Na parte sul de sua área de distribuição, a hibernação pode ser curta ou totalmente omitida.

### Caça e dieta
Raymond Ditmars [en] descreveu a Agkistrodon piscivorus como carnívora. Sua dieta inclui mamíferos, aves, anfíbios, peixes, ovos, insetos, outras cobras, pequenas tartarugas e pequenos jacarés. O canibalismo também foi relatado. Normalmente, porém, a maior parte de sua dieta consiste em peixes e rãs. Ocasionalmente, os espécimes juvenis se alimentam de invertebrados. O peixe-gato (especialmente do gênero Ictalurus) é comido com frequência, embora os espinhos afiados às vezes causem ferimentos. Os sapos do gênero Bufo aparentemente são evitados. As espécies de presas comuns incluem sapos-leopardo-do-sul [en], peixes do gênero Micropterus, cobras-rateiras-pretas, tartarugas-mordedoras e musaranhos norte-americanos.

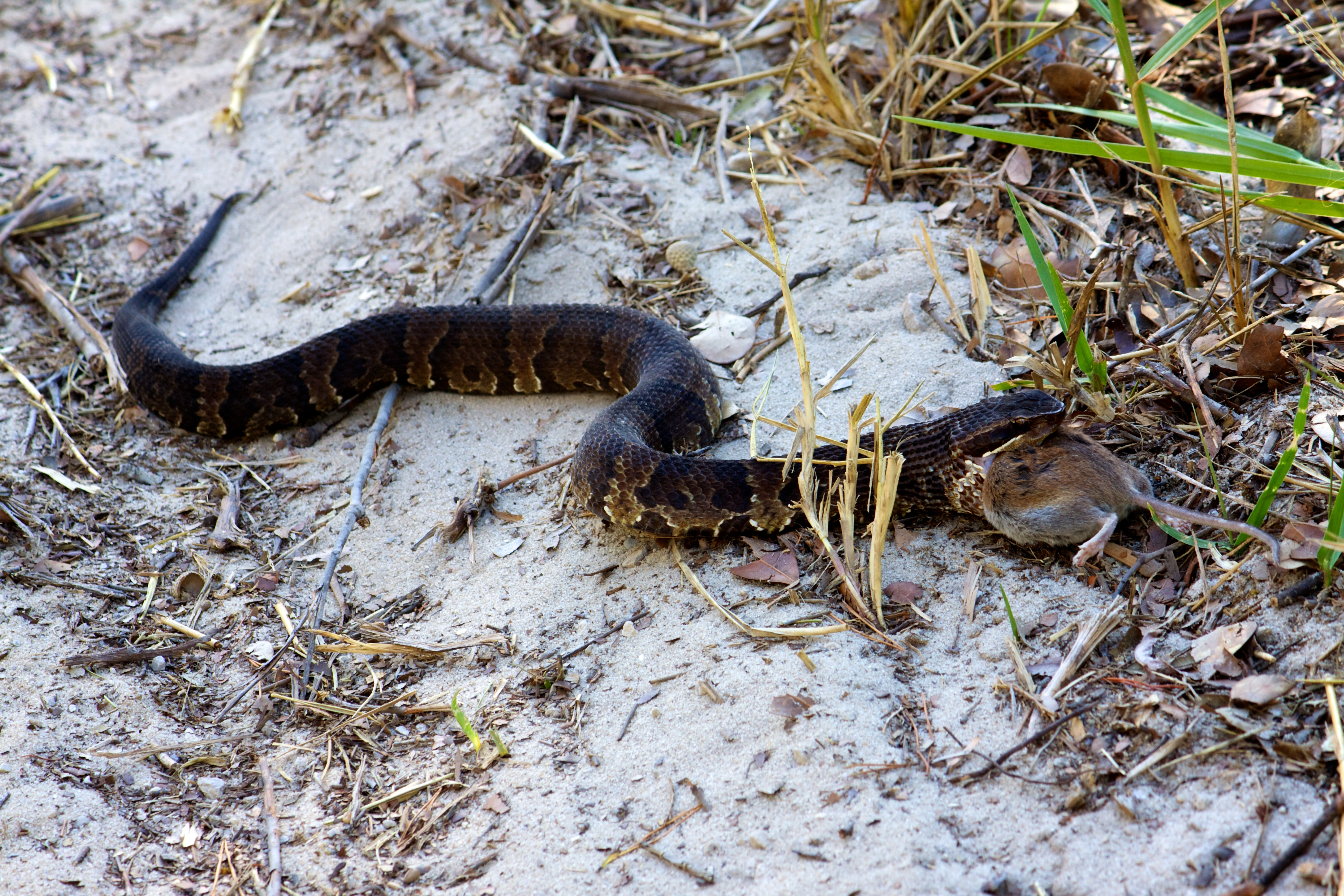
Boca-de-algodão do norte (Agkistrodon piscivorus) comendo um roedor, Refúgio Nacional de Vida Selvagem Bon Secour, Alabama (23 de outubro de 2011).

Muitos autores descreveram as presas capturadas em circunstâncias naturais. Embora peixes e sapos sejam suas presas mais comuns, elas comem praticamente qualquer vertebrado pequeno. Os peixes são capturados ao serem encurralados em águas rasas, geralmente contra a margem ou sob troncos. Elas se aproveitam quando os corpos d'água começam a secar no verão ou no início do outono e se empanturram com as altas concentrações de peixes e girinos resultantes. Elas não conseguem capturar peixes vivos ou mortos debaixo d'água.
Elas são caçadoras oportunistas e às vezes comem carniça, o que as torna uma das poucas cobras que fazem isso. Campbell e Lamar descreveram tê-las visto se alimentando de cabeças e vísceras de peixes que haviam sido jogadas na água de uma doca. Heinrich e Studenroth relataram uma ocasião em que um indivíduo foi visto se alimentando dos restos mortais de um porco selvagem (Sus scrofa) que havia sido jogado no Cypress Creek. As bocas-de-algodão do norte têm uma adaptação alimentar incomum que lhes permite aderir à presa por meio da rotação da cabeça durante a deglutição, pois isso ajuda as mandíbulas a limpar a presa e contribui para o avanço das mandíbulas ao longo da presa.
Conant fez um relato detalhado do comportamento alimentar de um espécime em cativeiro da Carolina do Sul. Quando a presa era introduzida, a serpente rapidamente ficava atenta e atacava. Sapos e pequenos pássaros eram agarrados e mantidos até que o movimento parasse. As presas maiores eram abordadas de maneira mais cautelosa; um ataque rápido era executado e, em seguida, a cobra se retirava. Em 2 anos e meio, a serpente aceitou três espécies de sapos, inclusive uma rã-touro-americana, uma salamandra malhada, cobras d'água, cobras-liga, pardais, ratos jovens e três espécies de camundongos. Brimley descreveu um espécime em cativeiro que se alimentava de Agkistrodon contortrix, bem como membros de sua própria espécie, mantendo suas presas cravadas em suas vítimas até que elas fossem imobilizadas. Um estudo de 2018 descobriu que as bocas-ade-algodão do norte com uma dieta apenas de peixes, quando comparados a uma dieta de camundongos, precisavam comer 20% a mais para obter o mesmo crescimento.
Vários estudos se concentraram nos tipos de presas que as bocas-de-algodão consomem e analisaram as diferenças entre jovens, machos adultos e fêmeas adultas. Descobriu-se que os machos e as fêmeas adultos têm como alvo diferentes tipos e tamanhos de presas. As observações e análises estomacais mostram que os machos adultos consomem peixes, enquanto as fêmeas adultas consomem principalmente outros animais escamados, em especial cobras. Nessa mesma pesquisa, concluiu-se que o tamanho da presa aumentou com o tamanho da serpente, tanto para os jovens quanto para os adultos, tanto machos quanto fêmeas.
Os indivíduos jovens têm a ponta da cauda amarelada ou esverdeada e se envolvem na atração caudal. A ponta da cauda é balançada para atrair as presas, como sapos e lagartos, a uma distância de ataque. Wharton observou espécimes em cativeiro exibindo esse comportamento entre 07:20 e 19:40 horas, o que sugere que se trata de uma atividade diurna.
Em agosto de 2020 e maio de 2021, observou-se que indivíduos encontrados na Flórida consumiram pítons-birmanesas (Python bivittatus) introduzidas. As pítons-birmanesas são uma espécie invasora na Flórida com a capacidade de causar grandes danos ao ecossistema local, portanto, espera-se que a A. piscivorus possa estar em processo de modificação de sua dieta para permitir que ele cace as pítons.

### Predadores naturais
A Agkistrodon piscivorus é predado por tartarugas (Chelydra serpentina), falcões, jacarés-americanos (Alligator mississippiensis), corujas (Bubo virginianus), águias, gaviões (Buteo lineatus [en]), picanços (Lanius ludovicianus [en]) e grandes aves pernaltas, como garças e grous.
Ela também é predada por cobras ofiófagas, incluindo sua própria espécie. Humphreys descreveu como um espécime de 86 cm foi morto e comido por uma cobra-rei de 1,1 m. Por outro lado, Neill relatou que as cobras-rei ( Lampropeltis getula) em cativeiro não gostavam de atacá-las, sendo repelidas com sucesso com “golpes no corpo”. Esse é um comportamento defensivo específico contra cobras ofiófagas, observado pela primeira vez em certas espécies de cascavéis (Crotalus) por Laurence Monroe Klauber [en], que envolve a elevação de uma seção do meio do corpo acima do solo em alturas variadas. Essa alça levantada pode então ser mantida nessa posição por um período de tempo variável, mudada de posição ou movida em direção ao atacante. No último caso, ela é frequentemente virada ou arremessada vigorosamente na direção do agressor. Na A. piscivorus, a alça é levantada lateralmente, com a barriga voltada para o atacante.

## Reprodução

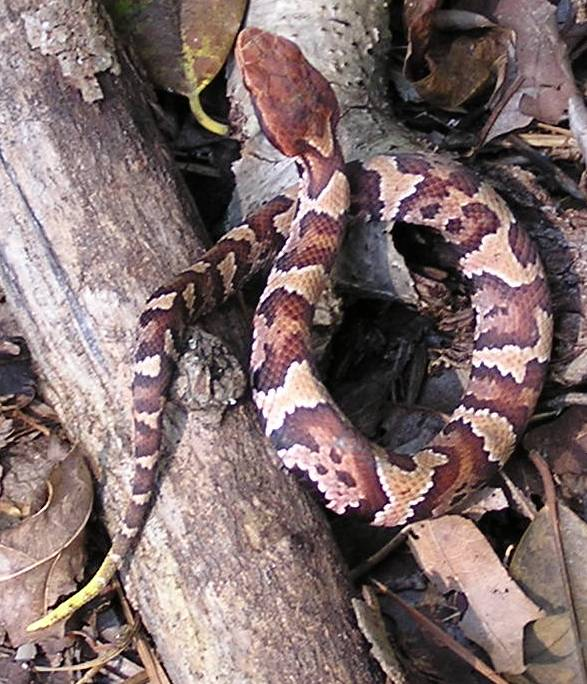
A. piscivorus recém-nascida, mostrando as marcas características de alto contraste e a ponta da cauda amarela.

A Agkistrodon piscivorus é ovovivípara, e as fêmeas geralmente dão à luz de 1 a 16 filhotes vivos, podendo chegar a 20. As ninhadas de 6 a 8 são as mais comuns. Os neonatos medem de 22 a 35 cm de comprimento, sendo que o maior pertence ao A. p. conanti e o menor, ao A. p. leucostoma. Se as condições climáticas forem favoráveis e o alimento estiver prontamente disponível, o crescimento é rápido e as fêmeas podem se reproduzir com menos de três anos de idade e um comprimento total de apenas 60 cm. Elas também só se reproduzem a cada dois anos, a menos que as condições ideais sejam atendidas para que passem pelo processo de reprodução. Os filhotes nascem em agosto ou setembro, enquanto o acasalamento pode ocorrer durante qualquer um dos meses mais quentes do ano, pelo menos em certas partes de sua área de distribuição.
Com relação ao A. p. piscivorus, um relato antigo de Leonhard Stejneger [en] descreveu um casal no Jardim Zoológico de Berlim que acasalou em 21 de janeiro de 1873, após o que oito neonatos foram descobertos na gaiola em 16 de julho daquele ano. Os filhotes tinham 26 cm de comprimento e 1,5 cm de espessura. Eles se desprenderam pela primeira vez em duas semanas e, depois disso, passaram a aceitar pequenos sapos, mas não peixes.

Os efeitos da fusão central e da fusão terminal na heterozigosidade.

O comportamento de combate entre os machos foi relatado em várias ocasiões e é muito semelhante à forma observada em muitas outras espécies de viperídeos. Um fator importante na seleção sexual, ele permite o estabelecimento e o reconhecimento da dominância à medida que os machos competem pelo acesso às fêmeas sexualmente ativas.
Existem alguns relatos que descrevem as fêmeas defendendo suas ninhadas recém-nascidas. Wharten relatou vários casos em que as fêmeas encontradas perto de seus filhotes se mantiveram firmes e considerou esses casos como exemplos de comportamento de guarda. Outro caso foi descrito por Walters e Card, no qual uma fêmea foi encontrada na entrada de uma câmara com sete recém-nascidos engatinhando sobre ela ou ao seu redor. Quando um dos filhotes foi movido para uma pequena distância da câmara, ela pareceu ficar agitada e encarou o intruso. Por fim, todos os seus filhotes se retiraram para dentro da câmara, mas a fêmea permaneceu na entrada, pronta para atacar. Um estudo afirmou que as fêmeas permanecem com seus filhotes por uma a duas semanas até que eles terminem seu primeiro ciclo de mudança de pele.

### Partenogênese facultativa
A partenogênese é uma forma natural de reprodução na qual o crescimento e o desenvolvimento dos embriões ocorrem sem fertilização. A A. piscivorus pode se reproduzir por partenogênese facultativa, ou seja, é capaz de mudar de um modo sexual de reprodução para um modo assexuado. Isso provavelmente envolve recombinação nas pontas dos cromossomos, o que leva à homozigose em todo o genoma. O resultado é a expressão de alelos recessivos deletérios e, com frequência, a falha no desenvolvimento (depressão de consanguinidade). Tanto os espécimes de A. piscivorus nascidos em cativeiro quanto os nascidos na natureza parecem ser capazes dessa forma de partenogênese.

## Status de conservação
A espécie A. piscivorus é classificada como pouco preocupante na Lista Vermelha da IUCN. As espécies são listadas como tal devido à sua ampla distribuição, à grande população presumida ou porque é improvável que estejam em declínio rápido o suficiente para se qualificarem para a listagem em uma categoria mais ameaçada. Na avaliação de 2007, a tendência da população era estável.
A perseguição constante da espécie e a drenagem do habitat de áreas úmidas antes do desenvolvimento afetaram muito as populações locais. Apesar disso, ela continua sendo uma espécie comum em muitas áreas.
Em Indiana, a A. piscivorus está listada como uma espécie em perigo de extinção.